# Códice de Maniqueu de Colônia

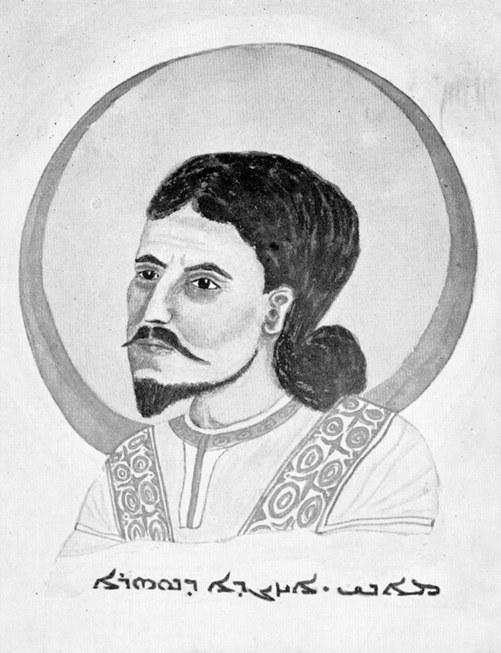
Mani ou Maniqueu

Códice de Maniqueu de Colônia (em latim: Codex Manichaicus Coloniensis) ou Vida de Maniqueu (Vita Mani) é um codex em papiros, datado do século V e encontrado em 1969 perto de Assiute no Alto Egito.. Está escrito em grego descrevendo a vida de Maniqueu, fundador do maniqueísmo.

## História
O texto, cujo título bastante ambíguo se chama Sobre a origem do seu corpo, conta a iniciação de Mani à seita Judaico-cristã dos Elkasaitas, e mostra claramente que provém de um original escrito em Aramaico, como o comprova e facto dos nomes empregues em cada secção do texto 
É chamado de Códice de Maniqueu de Colônia por ter sido comprado em 1969 a um antiquário pelo - em alemão:  Institut für Altertumskunde - da Universidade de Colônia e traduzido por dois especialistas do instituto. A tradução apareceu em quatro artigos do Zeitschrift für Papyrologie und Epigraphik (1975-82).